# Кэмпбелл, Криста
Криста Кэмпбелл (англ. Christa Campbell; род. 7 декабря 1972, Окленд, Калифорния, США) — американская модель, актриса и продюсер.

## Карьера
На большом экране дебютировала в начале 2000-х, получила известность благодаря роли в подростковом слэшере «2001 маньяк» и в его продолжении «Территория криков». В 2011 получила небольшую роль в боевике Патрика Люссье «Сумасшедшая езда».
Вместе с Лати Гробман в 2011 году основала компанию Campbell Grobman Films, которая занимается выпуском фильмов ужасов. В 2013 они выпустили первый полнометражный фильм — «Техасская резня бензопилой 3D», который получил кассовый успех.
В 2015 стала главным продюсером слэшера «Техасская резня бензопилой: Кожаное лицо», который вышел в 2017 году. Кэмпбелл заявила, что судьба сиквелов будет зависеть от принятия фильма поклонниками франшизы и кассовых сборов, однако в декабре 2017 уточнила, что компании Millenium Films и Lionsgate утратили права на фильм из-за больших затрат времени на выпуск «Кожаного лица». Также в 2017 году Кэмпбелл стала одним из продюсеров фильма Джеймса Франко «Институт Роузвуд».
В 2018 Криста Кэмпбелл и Лати Гробман спродюсировали фильм «День мертвецов: Злая кровь», который является ремейком «Дня мертвецов» (1985) Джорджа Ромеро.

## Фильмография
| Год  |   | Русское название               | Оригинальное название              | Роль                     |
| ---- | - | ------------------------------ | ---------------------------------- | ------------------------ |
| 1997 | с | Всякая всячина                 | All That                           | Сара                     |
| 2004 | с | Вечное лето                    | Summerland                         | модная модель            |
| 2005 | ф | 2001 маньяк                    | 2001 Maniacs                       | Милк Мэйден              |
| 2005 | ф | Человек-комар                  | Mansquito                          | Лиз                      |
| 2006 | ф | Одинокие сердца                | Lonely Hearts                      | Сара Лонг                |
| 2006 | ф | Плетёный человек               | The Wicker Man                     | официантка               |
| 2007 | ф | Блондинка с амбициями          | Blonde Ambition                    | офисная работница #1     |
| 2007 | ф | Ближний бой                    | Blizhniy Boy: The Ultimate Fighter | Анастасия                |
| 2008 | ф | День мертвецов                 | Day of the Dead                    | миссис Лейтнер           |
| 2009 | ф | Временно беременна             | Labor Pains                        | брюнетка                 |
| 2010 | ф | 2001 маньяк: Территория криков | 2001 Maniacs: Field of Screams     | Милк Мэйден              |
| 2011 | ф | Механик                        | The Mechanic                       | Келли                    |
| 2011 | ф | Сумасшедшая езда               | Drive Angry                        | Мона Элкинс              |
| 2012 | ф | Ледяной                        | The Iceman                         | Адель                    |
| 2013 | ф | Большая свадьба                | The Big Wedding                    | Ким                      |
| 2013 | ф | Последний рубеж                | Homefront                          | Лидия                    |
| 2014 | ф | Страховщик                     | Autómata                           | техническая работница #2 |